# Homo Dei (kwartalnik)
Homo Dei – polskie czasopismo (kwartalnik) katolickie, wydawane od 1932 roku. Obecnym wydawcą jest wydawnictwo redemptorystów Homo Dei. 
Założycielem kwartalnika był sługa Boży o. Kazimierz Smoroński CSsR. Współpracownikami kwartalnika zostali m.in.: o. Kazimierz Fryzeł CSsR, o. Gerard Siwek CSsR, o. Witold Kawecki CSsR, o. Marek Saj CSsR, o. Wojciech Bołoz CSsR o. Sławomir Badyna OSB, o. Ludwik Mycielski OSB, o. Ksawery Knotz OFMCap., ks. Andrzej Tulej, ks. Tadeusz Mrowiec, Ewa K. Czaczkowska, Grzegorz Górny, Sławomir Zatwardnicki, ks. Andrzej Ziółkowski CM, czy Tomasz Sekunda.
W roku 1953 kwartalnik został zamknięty przez ówczesne władze, pod pretekstem antypaństwowej działalności jego ówczesnego redaktora naczelnego o. Mariana Pirożyńskiego. Wznowił działalność w 1957 roku. 
Kwartalnik ten adresowany był przede wszystkim do duchowieństwa, a także wszystkich zaangażowanych w życie Kościoła. Tematyka pisma obejmuje przede wszystkim szeroko rozumiane zagadnienia teologiczne i duszpasterskie, ujęte obecnie w czterech działach: „artykuły i wywiady”, „zagadnienia duszpasterskie”, „pomoce duszpasterskie” oraz „recenzje”. 
Homo Dei jest jednym z najstarszych spośród obecnie istniejących polskich czasopism. Początkowo siedziba redakcji mieściła się w Tuchowie, natomiast po II wojnie światowej kolejno we Wrocławiu, Warszawie, Tuchowie i obecnie w Krakowie.

## Redaktorzy naczelni
- o. Kazimierz Smoroński (1932-39),
- o. Marian Pirożyński (1946-1952 i 1957-1958),
- o. Stanisław Wójcik (1958-1982),
- o. Czesław Kudroń (1982-1990),
- o. Ryszard Marcinek (1990-1992),
- o. Stanisław Bafia (1992-97),
- o. Witold Kawecki (1997-2002)
- o. Wojciech Zagrodzki (2002-2011)
- o. Piotr Koźlak (od 2011)